# 로지아

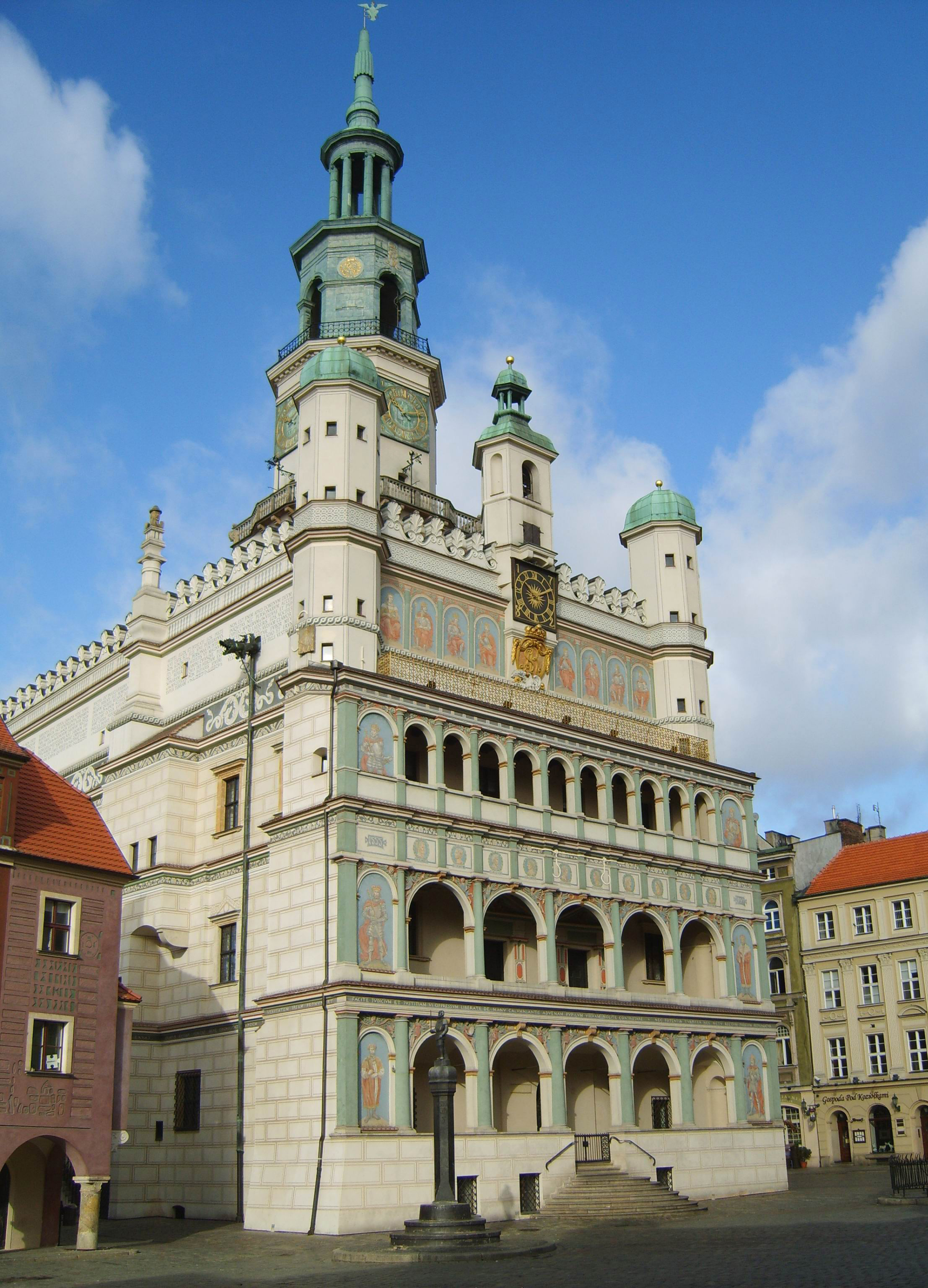
폴란드 포즈난 시청의 르네상스 3층 아케이드 로지아는 대표성과 커뮤니케이션 목적으로 사용되었다.

로지아(loggia, /ˈloʊdʒ(i)ə/ LOH-j(ee-)ə, 일반적으로 영국: /ˈlɒdʒ(i)ə/ LOJ-(ee-)ə, 이탈리아어: [ˈlɔddʒa])는 건축에서 지붕이 있는 외부 갤러리 또는 복도이다. 일반적으로 위층에 있지만 때로는 건물의 지상층에 있다. 복도는 외부 벽이 부분적으로만 열려 있고 상부는 일반적으로 일련의 기둥이나 아치로 지지되기 때문에 외부 요소에 개방되어 있다. 돌출된 로지아는 발드레스카(baldresca)에 의해 지탱될 수 있다.
중세 초기부터 거의 모든 이탈리아 코무네의 중앙 광장에는 "공동 정의와 정부의 상징이자 시민 의식의 무대" 역할을 하는 개방형 아치형 로지아가 있었다.
이탈리아 건축에서 로지아는 시원한 바람과 전망을 즐길 수 있도록 한쪽 또는 여러 면이 열려 있는 주택 옥상에 지어진 작은 정원 구조 또는 집이기도 하다. 특히 17세기에 인기가 많았으며 이탈리아 로마와 볼로냐에서 두드러졌다.

## 같이 보기
- 주랑 현관
- 구름다리
- 베란다